# Punto Fijo
Punto Fijo es la ciudad capital del Municipio Carirubana en el Estado Falcón, Venezuela. Está ubicada en el suroeste de la península de Paraguaná. Su área metropolitana abarca las parroquias urbanas Norte, Carirubana y Punta Cardón del Municipio Carirubana y la parroquia Judibana del municipio Los Taques. Según el Instituto Nacional de Estadística (INE) para el 2020 la ciudad tiene una población de 287 558 habitantes y en su área metropolitana posee una población de 360 396. Punto Fijo tiene una altitud promedio de 29 metros sobre el nivel del mar.
Punto Fijo resalta por ser el centro urbano más grande, poblado y el principal eje económico de la península de Paraguaná, puesto que existe un gran movimiento comercial, turístico e industrial en la zona, siendo cuna de los principales complejos refinadores del país; además de una zona libre de inversión turística libre de impuestos única en la región. Cabe destacar que dicha ciudad ha sido incluida año tras año como unas de las ciudades más atractivas para invertir en Venezuela.

## Toponimia
El nombre de Punto Fijo se atribuye a Rafael González Estaba (n. 1 de diciembre de 1901). Oriundo de la población de Juan Griego en la isla de Margarita, llegó a "cerro arriba" —como entonces se denominaba a la zona de mayor altitud ubicada en las afueras de Carirubana, que es un pueblo costero— en 1926 por la Venezuelan Gulf Oil Company. Se señalaba que Rafael González permanentemente estaba "cerro arriba" en la casa de Leocadia Pulgar (con quien posteriormente formó una familia) por lo que cuando sus amigos preguntaban por él, decían a manera de broma "debe estar en su punto fijo", de ahí el nombre actual de la ciudad.
"Cerro arriba" comienza a llamarse "Punto Fijo" a partir de 1925, cuando un contingente humano atraído por las ofertas de trabajo surgidas con la creación de un terminal portuario de la compañía petrolera estadounidense Standard Oil se asienta en esa sabana aledaña al pueblo de Carirubana. Punto Fijo fue primero un apodo, uno de esos trabajadores de la Standard Oil llamado Rafael González Estaba fue apodado "Rafael Punto Fijo" por un pulpero del caserío El Tropezón llamado Pompilio Brett, que enterado de las prolongadas ausencia de Rafael de su pulpería a la que antes era asiduo por encontrarse este enamorado de una joven que vivía en una fonda de Cerro Arriba propiedad de Pedro Yagua (hoy aún existe, ubicada en la calle Páez y conocida popularmente como la primera casa de Punto Fijo), expresó que ya Rafael no era "El margariteño" sino que ahora era "Rafael Punto Fijo". Es entonces cuando dicha fonda se hace referencia como "Punto Fijo" cuando las personas iban o venían de sus zonas aledañas. La fuente bibliográfica de lo antes expresado está recogido en el libro escrito por el propio Rafael González titulado Punto Fijo El Nacimiento de un pueblo editado en el año 1971.

## Historia
Punto Fijo surge entonces en el transcurso del siglo XX en varias épocas y esencialmente como resultado del comercio petrolero. Se han identificado dos etapas decisivas; la primera aproximadamente entre 1923 y 1924 con las operaciones de almacenamiento y transporte de crudo por parte de la Mene Grande Gulf Oil y la segunda a comienzos de la década de 1940.

Como se señaló, su crecimiento económico se inicia cuando en 1924 la empresa Gulf Oil selecciona el lugar para establecer un muelle de 1445 metros de largo, para la carga de buques petroleros, en aquel entonces la zona se conocía como "Cerro arriba" (debido a que las costas de Las Piedras y Carirubana se encuentran al nivel del mar y Punto Fijo de 23 a 31 m s. n. m.). Sin embargo, es en 1945 cuando a las transnacionales Creole Petroleum Corporation y Royal Dutch Shell se les permite crear dos refinerías allí, lo que fue determinante para el auge de esta ciudad.

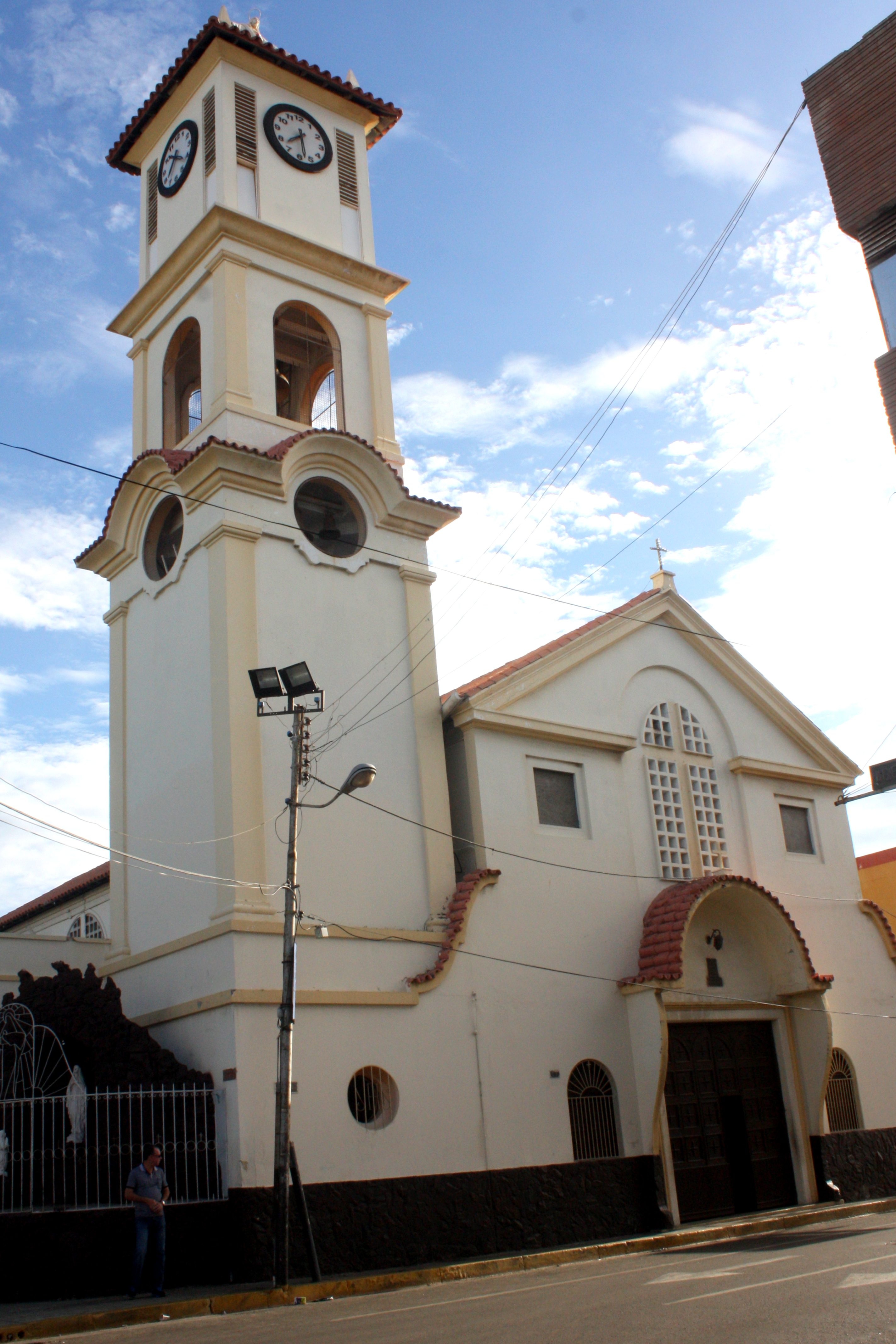
Catedral de Punto Fijo.

Punto Fijo, con carácter de caserío, se fue desarrollando vertiginosamente, lo que le mereció la designación popular de "el caserío más grande del mundo", por cuanto llegó a contener emisoras radiales, el Diario Médano, institutos de educación primaria y centros de enseñanza del bachillerato en forma privada, hasta que, incluso, en 1959 recibió en su conjunto urbano al núcleo de la Universidad del Zulia. Esta situación motivó a la Cámara de Comercio de Paraguaná, bajo la presidencia de Joffre Paúl Játem, a promover la constitución del Comité pro Punto Fijo Distrito, lo cual se concretó, mediante la reforma de la Ley de División político territorial del Estado Falcón, aprobada por la Asamblea Legislativa Regional, que el 12 de diciembre de 1969 se creara el Distrito Carirubana, capital Punto Fijo, con la incorporación de los Municipios Carirubana, Punta Cardón y Santa Ana.
El decreto correspondiente fue firmado el 3 de enero de 1970 por el gobernador Ramón Antonio Medina, y el 27 de febrero tomó posesión la Junta Administradora del Distrito Carirubana, presidida por Jorge Tovar Rivera y cuyos otros integrantes fueron: Carlos Sierraalta Osorio, José Ramón Viloria, Salomón Rojas, Luis Alberto Galavis, Enrique Salima González y Guillermo de León Calles. El primer secretario fue Francisco Martínez y en el mismo acto se designan al abogado Oswaldo Moreno Méndez como síndico procurador municipal y a Rafael González Estaba, como cronista de la ciudad.
El último acontecimiento señalado generó que el 27 de febrero de cada año se celebra el Día de Punto Fijo, como recordatorio de su vida municipal; ya que como se indicó, la ciudad no tiene una partida de nacimiento formal, y la historia de su fundación, según cuenta su primer cronista González Estaba, fue conducida por él con la participación de muchos ciudadanos de la época, no obstante a que anteriormente ya existían las precarias casas de Tertuliano Naveda y Juana Acosta.

### Primera casa
Para finales del siglo XIX, la sabana —meseta sobre la que hoy se asienta Punto Fijo— era una extensión geográfica que servía de preámbulo al caserío de pescadores que para la época era el poblado de Carirubana. 
Sobre dicha sabana, que algunos llamaban "Cerro Arriba" o “El Abrojal” (nombre tomado de un artículo de prensa de 1953 redactado por Guillermo Laguna), se comenta que existían algunas casas desperdigadas, cinco para ser más exactos, como las referidas por S. De Lima Salcedo en un plano por él elaborado el 16 de abril de 1928. Dichas casas eran las pertenecientes a Eufracio Díaz, Gil Antonio García, Pedro M. García, Pascual Ventura y la emblemática casa de Pedro Yagua (en la hoy calle Páez) que utilizaba como posada y considerada por muchos como la primera. 
Edita Polanco, propietaria y habitante de esta casa relata que según conversaciones con personas llegadas en 1925 informaban a su padre que para 1912 la casa ya estaba construida,[cita requerida] quizás por la cercanía del mar. El primer habitante y constructor fue el Sr Gil García, luego la dio en venta al Sr. Pedro Yagua, quien vivía con su esposa e hijastra llamada Leocadia Pulgar en el sector La Vela, conocido ahora como sector Alí Primera.Posteriormente, Pedro Yagua vende la casita al Dr. Ibrahim García quien la bautiza con el nombre de “La Fundadora” y este a su vez la vende al Sr. Polanco. Hoy día es habitada y mantenida por sus descendientes. En esta vivienda funcionó una pensión en la época que se inició la actividad petrolera (1924), con la construcción de un terminal petrolero por parte de la Gulf Company.

Debido a la explotación de petróleo vinieron trabajadores de otros estados, entre ellos el Sr. Rafael González, quien vivía en un sector denominado “El Tropezón” y visitaba continuamente a la familia Yagua, quien ya vivía en dicha posada o fonda de Cerro Arriba, (los lugareños le dieron el nombre de "Cerro Arriba" a ese sector, para diferenciarlo de la parte baja, lo que ahora se llama Carirubana). Los amigos de González decían que él se encontraba en su "punto fijo" debido a que se había enamorado de Leocadia la hijastra del Sr. Yagua, con el transcurrir del tiempo Rafael González se casa con Leocadia Pulgar, y de esa historia romántica nace el nombre de “Punto Fijo”.

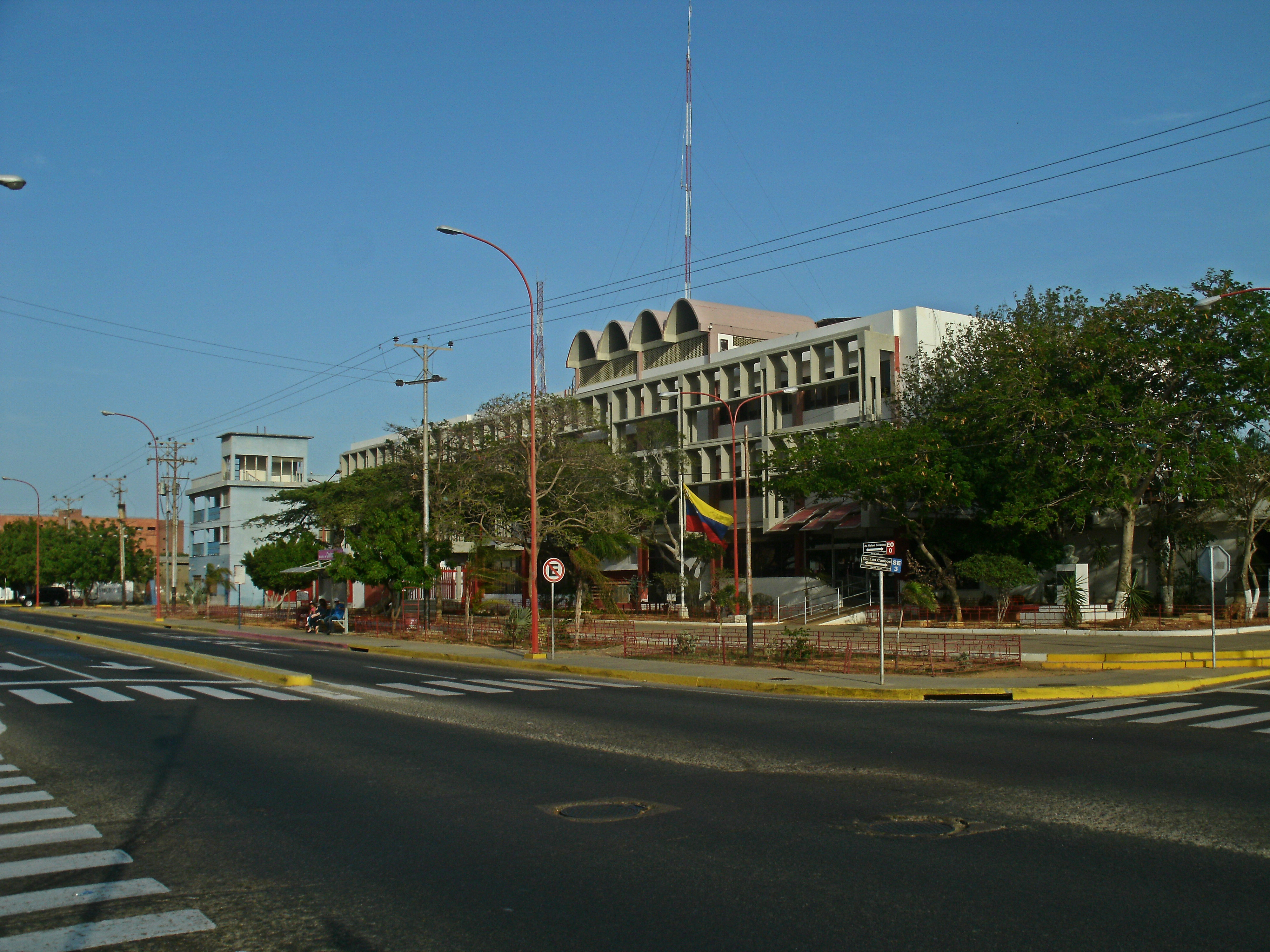
Alcaldía del municipio Carirubana.

### La calle Páez

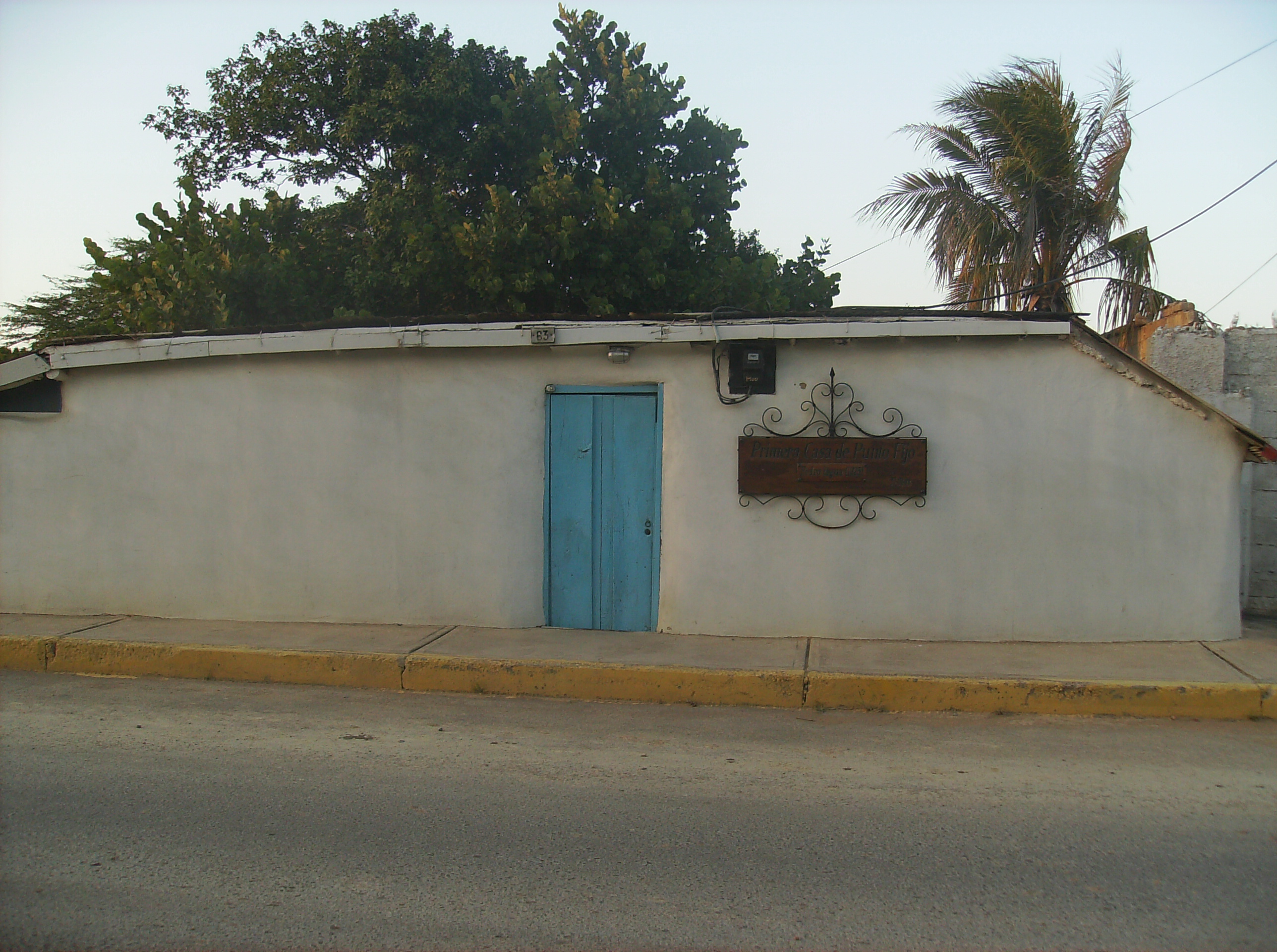
Primera casa de Punto Fijo.

Unas de las primeras calles de Punto Fijo es la Páez, allí se ubica la pequeña fonda de Pedro Yagua; también allí se estableció la primera escuela, una planta de hielo, la sede de correo (IPOSTEL), un hotel denominado “Maracaibo”, una pequeña carnicería y una clínica llamada “La Coromoto”. El Dr. Ibrahim García también había comprado 7 hectáreas cercanas, allí durante la década de 1930 y 1940 construye casas tipo quintas, unas ubicadas en la calle Páez y otras en lo que es ahora la Av. Rafael González. Existían otras viviendas muy distantes unas de las otras, en las hoy denominadas calle Comercio, Arismendi y Av. Bolívar.

### Primera escuela
En una casa ubicada en la calle Páez, cuando apenas todo era una sugerencia urbana, funcionó la primera escuela,  que con el nombre de Federal Unitaria, estuvo codificada con el número 3.309. En su interior, definido por unas paredes y un techo correspondientes a lo que el léxico sencillo de la gente de entonces llamaba “mediagua”, confluían alumnos de distintas edades, sin que se hubiera establecido ninguna delimitación para quienes cursaban el primer o el tercer grado.
En esta escuela actuó una mujer llamada Olga Díaz Aldaba que para 1938, debió debatirse entre libros mantillas y geografías de Lugo Ruai, para poder cumplir con los requisitos académicos de aquella escuela.

## Economía
La principal actividad económica está relacionada con la industria petrolera. En la Península de Paraguaná se ubican dos refinerías de gran capacidad de producción para la exportación y el consumo de todo el país. Punto Fijo es asiento del segundo complejo refinador petrolero más grande del mundo, el Centro de Refinación de Paraguaná (CRP), que se compone de la Refinería de Amuay y la Refinería Cardón (adicionalmente la conforma una refinadora de asfalto, "Bajo Grande" ubicada en el estado Zulia), con una producción de alrededor de 1 millón de barriles diarios; este junto con las empresas que prestan servicios conexos, son el principal motor de la economía local y estatal. 

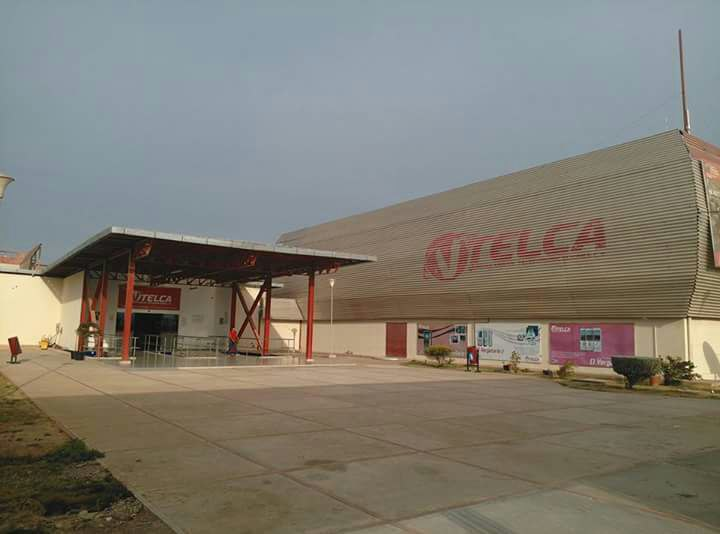
Fábrica de celulares VTELCA

Así mismo la ciudad es puerto base de la segunda flota pesquera del país, y cuenta con la Zona Franca Industrial, Comercial y de Servicios de Paraguaná, C.A., (ZONFICA), donde se encuentran instaladas empresas livianas y electrónicas, como la fábrica de computadoras VIT, y la fábrica de celulares Vtelca, entre otras. Su objetivo principal es promover el desarrollo del sector industrial, comercial y de servicios, a través de la captación de proyectos orientados a la generación de actividades económicas productivas, que permita la inserción sólida de sus productos en los mercados nacionales e internacionales.
Punto Fijo experimenta un crecimiento en su actividad comercial por la implantación de una zona libre de inversión turística, que permite adquirir mercancías (electrodomésticos, bebidas alcohólicas, lencería, entre otros) sin aranceles de nacionalización y con IVA a una tasa menor. Esto ha generado la instalación de importantes grupos de inversionistas en la región. Asimismo se ha hecho necesaria la mejora y reacondicionamiento de la infraestructura vial, hotelera, de energía eléctrica y servicios en general.
El desarrollo progresivo que experimentó Punto Fijo, incentivó a las autoridades municipales, estatales y nacionales, a ejecutar obras que desde hace mucho tiempo se esperaban en esta localidad como lo es el terminal de pasajeros, acondicionamiento de las vías públicas, reacondicionamiento del sistema de alta y baja tensión en la distribución de la energía eléctrica, construcción de la Planta termoeléctrica Josefa Camejo adicionalmente, la empresa privada ha construido importantes centros comerciales, entre los que destacan el Centro Comercial y Recreacional Las Virtudes, Sambil Paraguaná, Paraguaná Mall y el Centro Comercial Ciudad del Viento.

## Ciencia y tecnología
Punto fijo es una ciudad que contado con profesionales que han contribuido a las ciencias biológicas, tecnología y conservación.

### Avance petrolero

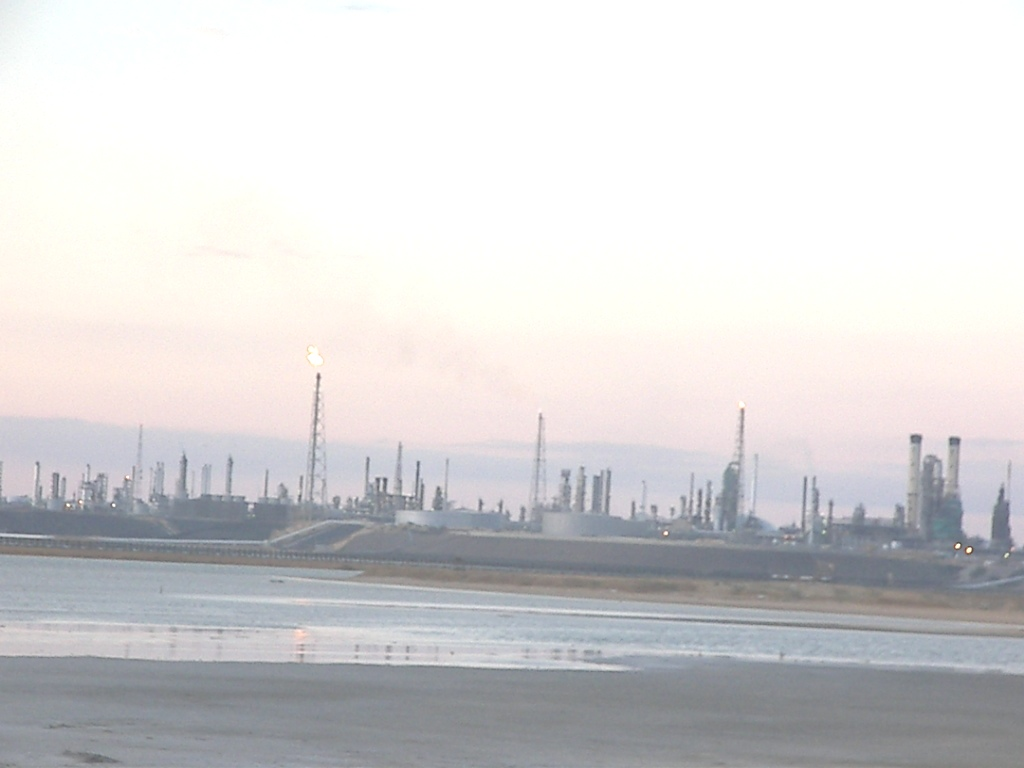
Parte del Centro de refinación Paraguaná.

Luego de la nacionalización petrolera en Venezuela, las actividades de Maraven pasan del control de 22 operadoras extranjeras a manos de 14 empresas filiales, de las cuales Maraven, por el volumen de activos heredados de Shell,  resultó ser una de las mayores. En diciembre de 1976 tiene lugar la primera reestructuración importante con el proceso de racionalización de la industria petrolera.
En octubre de 1977, PDVSA formuló programas coordinados para cambiar el patrón de refinación de sus operadoras. Merced a estos, el 30 de septiembre de 1982, la refinería de San Lorenzo dejó de operar.
Maraven completó en diciembre de 1978 -utilizando técnicas de  radar de imágenes laterales- un levantamiento topográfico del territorio e inició un programa de exploración en los sectores sur y central del Golfo Triste. Los tres pozos exploratorios perforados en la zona por Maraven no encontraron acumulación comercial de hidrocarburos y los pozos, cuya perforación comenzó en octubre de 1978, fueron abandonados al año siguiente. No obstante, en septiembre de 1979, la empresa logró el primer hallazgo de petróleo crudo y gas natural en la cuenca de Cariaco, 30 km al este de la isla La Tortuga.
La Refinería Bajo Grande, puesta en operación en 1956 por la compañía Richmond (entonces filial de Standard Oil of California, hoy fusionada en Chevron Corporation) pasó a formar parte de los activos de Maraven luego de la racionalización de actividades producto de la reorganización de la filial hermana Corpoven en junio de 1986. Fue parcialmente cerrada en mayo de 1987 para adecuar su patrón de refinación y actualmente procesa 16.000 barriles diarios de crudo.
Para 1991 se completa el proyecto de Interacción Amuay-Cardón, permitiendo el intercambio de productos entre ambas refinerías a través de tres poliductos. El 14 de marzo de 1996, Maraven inauguró las plantas e instalaciones conexas de su proyecto PARC (Proyecto de Adecuación de la Refinería Cardón), el último paso previo para la fusión de ambas refinerías en el CRP (Centro de Refinación de Paraguaná). Finalmente, el 1° de agosto de 1997 entra oficialmente en funcionamiento el CRP con una capacidad de procesamiento de crudo de 940 mil barriles diarios, que lo convierte en el más grande del mundo.

### Programas de conservación de fauna silvestre
.

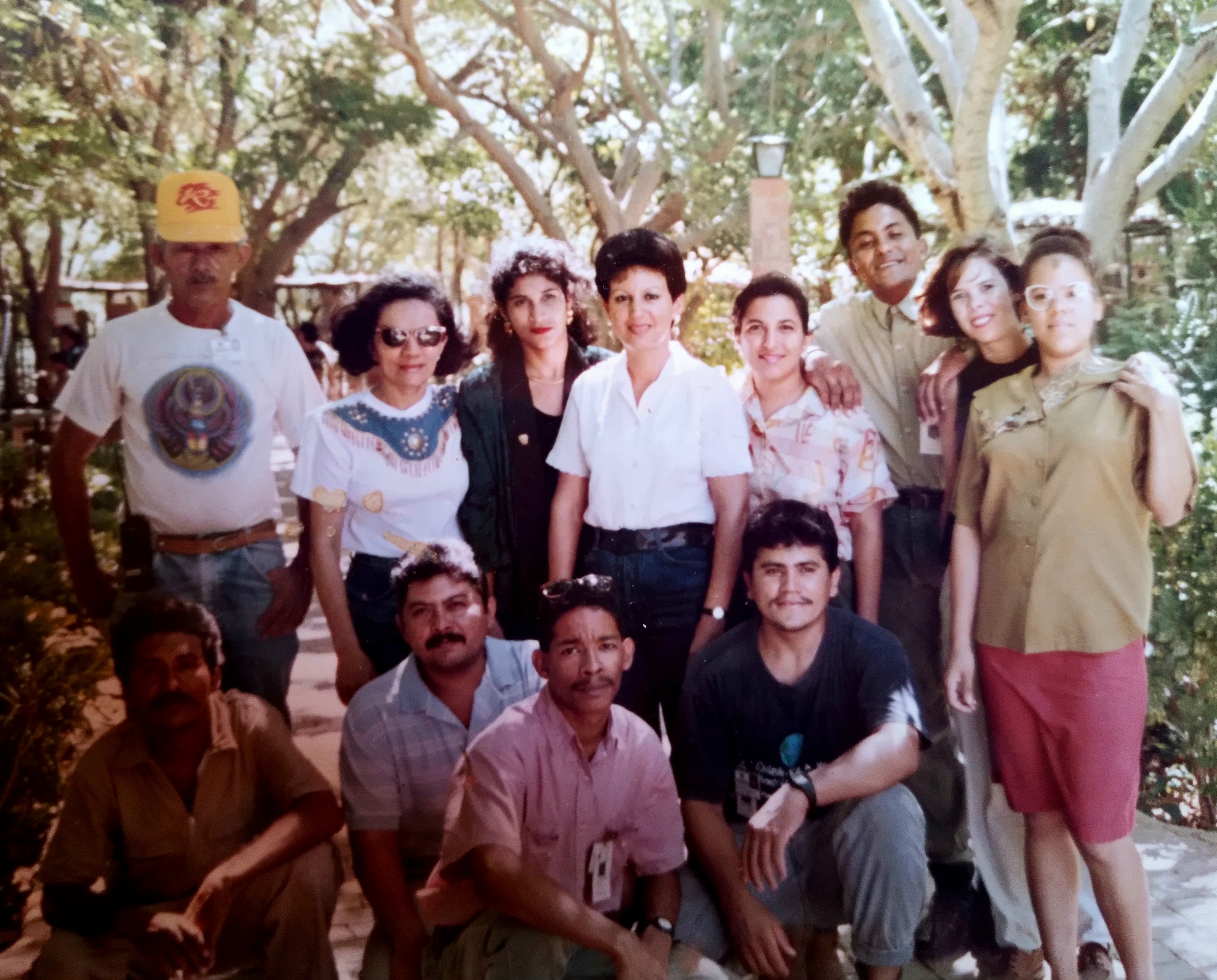
Equipo del Programa de reproducción y preservación del Oso Frontino del Zoológico Gustavo Rivera (Zoológico de Paraguaná).

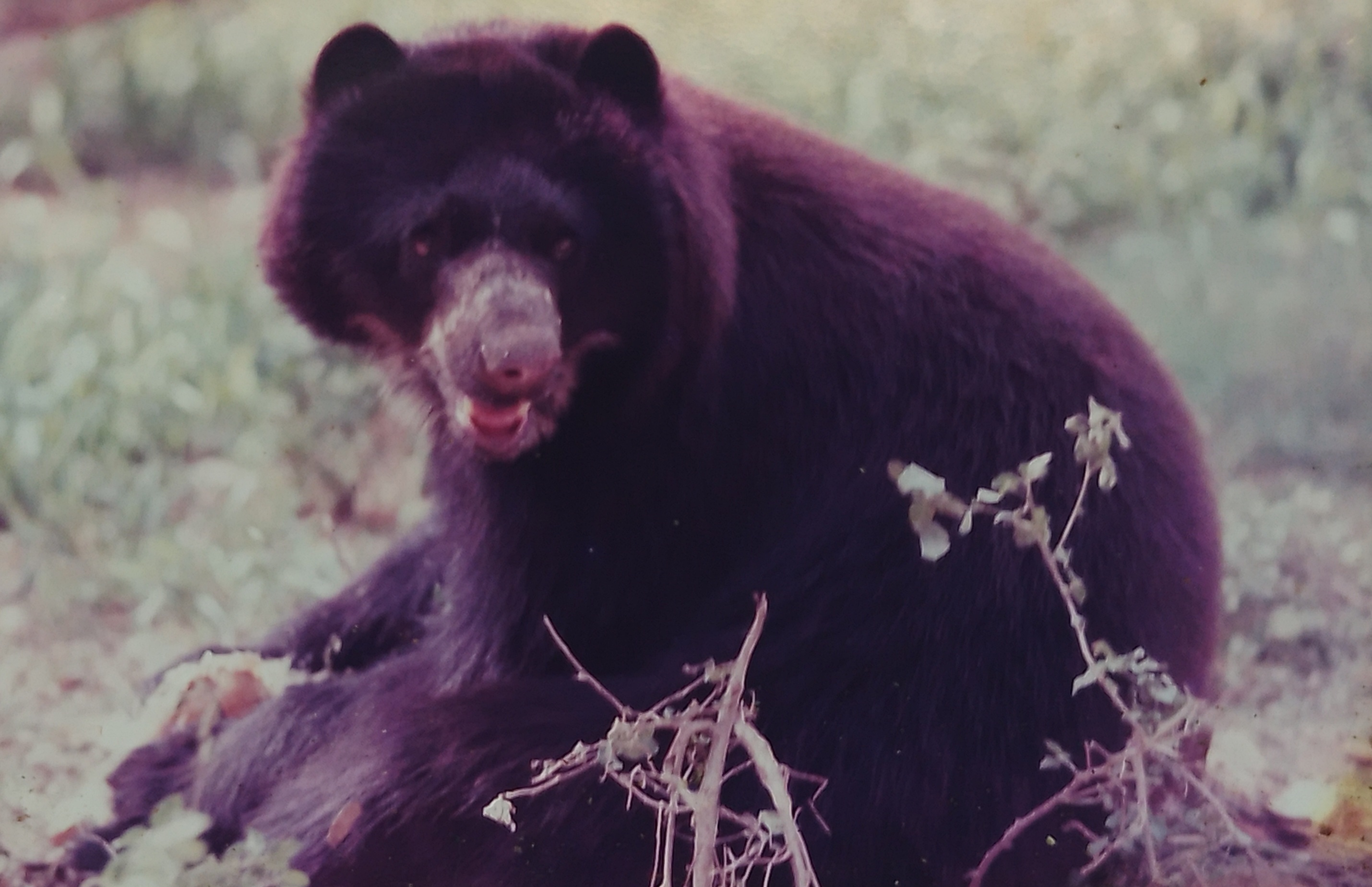
Pacheco, el oso frontino que dio inicio al Programa de conservación del Oso Frontino

El 9 de agosto de 1990 desde el Zoológico de Paraguaná se dio inicio al Programa de reproducción y preservación del Oso Frontino (Tremarctos ornatus), la única especie de oso que habita en Venezuela. 
El 5 de octubre de 1995 nació en cautiverio el primer oso frontino, fue una osezna bautizada como "Paraguaná", siendo esto un gran avance en la investigación y la educación para la preservación de la especie.
Otras especies que se lograon reproducir fueron la Guacamaya verde (Ara militaris) y el Venado matacan candelilla (Mazama bricenii). Así mismo logró la reproducción del Mono araña del norte (Ateles hybridus) y el Mono tití cabeza de algodón (Saguinus oedipus), que pertenecen a la lista de los 25 primates más amenazados del planeta.

## Geografía

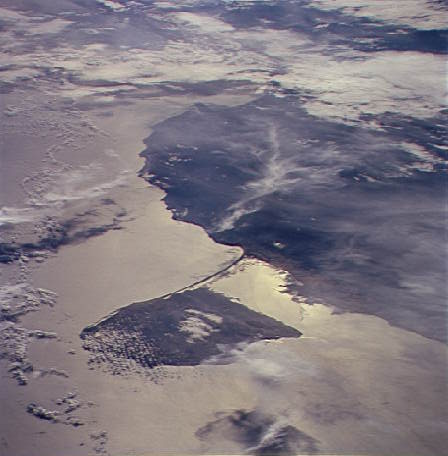
Imagen satelital de la península, la esquina inferior izquierda.

La ciudad de Punto Fijo es la ciudad más norteña de todo el país y el subcontinente suramericano, ubicada al suroeste en la península de Paraguaná constituyendo el asiento urbanístico más grande de la región. El relieve del suelo es casi plano en su totalidad puesto que Punto Fijo se encuentra a una elevación de (29 m s. n. m.) aproximadamente, Sin embargo la ciudad es atravesada por el parque metropolitano Laguna de Guaranao, un cuerpo de agua salobre que divide ciertos sectores de la ciudad.

## Clima
Punto Fijo constituye una de las zonas más secas del país. Enmarca dentro del medio bioclimático árido, se caracteriza por presentar una precipitación media anual de 183 mm. Las precipitaciones presentan un máximo en los últimos meses del año, siendo el mes de noviembre el más lluvioso con un promedio de 56,6 mm. La evapotranspiración es de 2.000 mm. La temperatura promedio está entre 27 y 28 °C. Hacia el suroeste del cerro Santa Ana, la humedad es más fuerte ya que es atrapada por los vientos alisios.
En general el clima se caracteriza por presentar un déficit de humedad durante casi todo el año (9 a 12 meses). Se encuentra gran fuerza en los vientos, de forma sostenida, con una velocidad media superior a 12 metros por segundo (43,2 km/h) los cuales aplacan gradualmente las altas temperaturas frecuentes en la región; generalmente dichos vientos tornan a ser más frescos y fríos en las noches particularmente entre los meses de diciembre y febrero.
| Parámetros climáticos promedio de Punto Fijo | Parámetros climáticos promedio de Punto Fijo | Parámetros climáticos promedio de Punto Fijo | Parámetros climáticos promedio de Punto Fijo | Parámetros climáticos promedio de Punto Fijo | Parámetros climáticos promedio de Punto Fijo | Parámetros climáticos promedio de Punto Fijo | Parámetros climáticos promedio de Punto Fijo | Parámetros climáticos promedio de Punto Fijo | Parámetros climáticos promedio de Punto Fijo | Parámetros climáticos promedio de Punto Fijo | Parámetros climáticos promedio de Punto Fijo | Parámetros climáticos promedio de Punto Fijo | Parámetros climáticos promedio de Punto Fijo |
| Mes                                          | Ene.                                         | Feb.                                         | Mar.                                         | Abr.                                         | May.                                         | Jun.                                         | Jul.                                         | Ago.                                         | Sep.                                         | Oct.                                         | Nov.                                         | Dic.                                         | Anual                                        |
| -------------------------------------------- | -------------------------------------------- | -------------------------------------------- | -------------------------------------------- | -------------------------------------------- | -------------------------------------------- | -------------------------------------------- | -------------------------------------------- | -------------------------------------------- | -------------------------------------------- | -------------------------------------------- | -------------------------------------------- | -------------------------------------------- | -------------------------------------------- |
| Temp. máx. abs. (°C)                         | 37                                           | 39                                           | 44                                           | 38                                           | 44                                           | 42                                           | 36                                           | 38                                           | 37                                           | 40                                           | 43                                           | 39                                           | 44                                           |
| Temp. máx. media (°C)                        | 29.7                                         | 30.7                                         | 32.1                                         | 32.2                                         | 32.4                                         | 32.1                                         | 32.1                                         | 32.8                                         | 31.8                                         | 31.5                                         | 30.2                                         | 28.5                                         | 31.3                                         |
| Temp. media (°C)                             | 25.0                                         | 25.5                                         | 26.3                                         | 26.4                                         | 27.2                                         | 27.9                                         | 27.3                                         | 27.6                                         | 28.6                                         | 28.3                                         | 27.3                                         | 26.9                                         | 27                                           |
| Temp. mín. media (°C)                        | 21.2                                         | 22.8                                         | 23.9                                         | 23.6                                         | 24.5                                         | 24.4                                         | 23.5                                         | 24.9                                         | 22.7                                         | 23.7                                         | 22.6                                         | 21.2                                         | 23.3                                         |
| Temp. mín. abs. (°C)                         | 12                                           | 16                                           | 15                                           | 11                                           | 13                                           | 15                                           | 14                                           | 12                                           | 10                                           | 10                                           | 13                                           | 10                                           | 10                                           |
| Precipitación total (mm)                     | 4.9                                          | 0.9                                          | 3.5                                          | 0                                            | 0.9                                          | 0                                            | 1.6                                          | 16.6                                         | 13.1                                         | 31.3                                         | 56.6                                         | 53.6                                         | 183                                          |
| Horas de sol                                 | 243.9                                        | 241.4                                        | 253.7                                        | 242.5                                        | 249.7                                        | 224.3                                        | 261.4                                        | 298.8                                        | 228.7                                        | 235.9                                        | 228.2                                        | 223.8                                        | 2932.3                                       |
| [cita requerida]                             |                                              |                                              |                                              |                                              |                                              |                                              |                                              |                                              |                                              |                                              |                                              |                                              |                                              |

## Demografía
El área urbana de la ciudad propiamente está conformada por las parroquias Norte, Carirubana, Punta Cardón y la parroquia Judibana del municipio Los Taques, alcanzando una población de 270 445 habitantes. Sin embargo, la ciudad se ha expandido hacia áreas del Norte extendiéndose a zonas como Guanadito Norte y Sur, en el cual se desarrollan complejos urbanísticos y habitacionales que han mostrado un acelerado crecimiento debido a la gran cercanía con la ciudad. Punto Fijo actualmente representa aproximadamente el 26 % de la población de Falcón, consolidándose así como la ciudad más poblada de dicho estado.

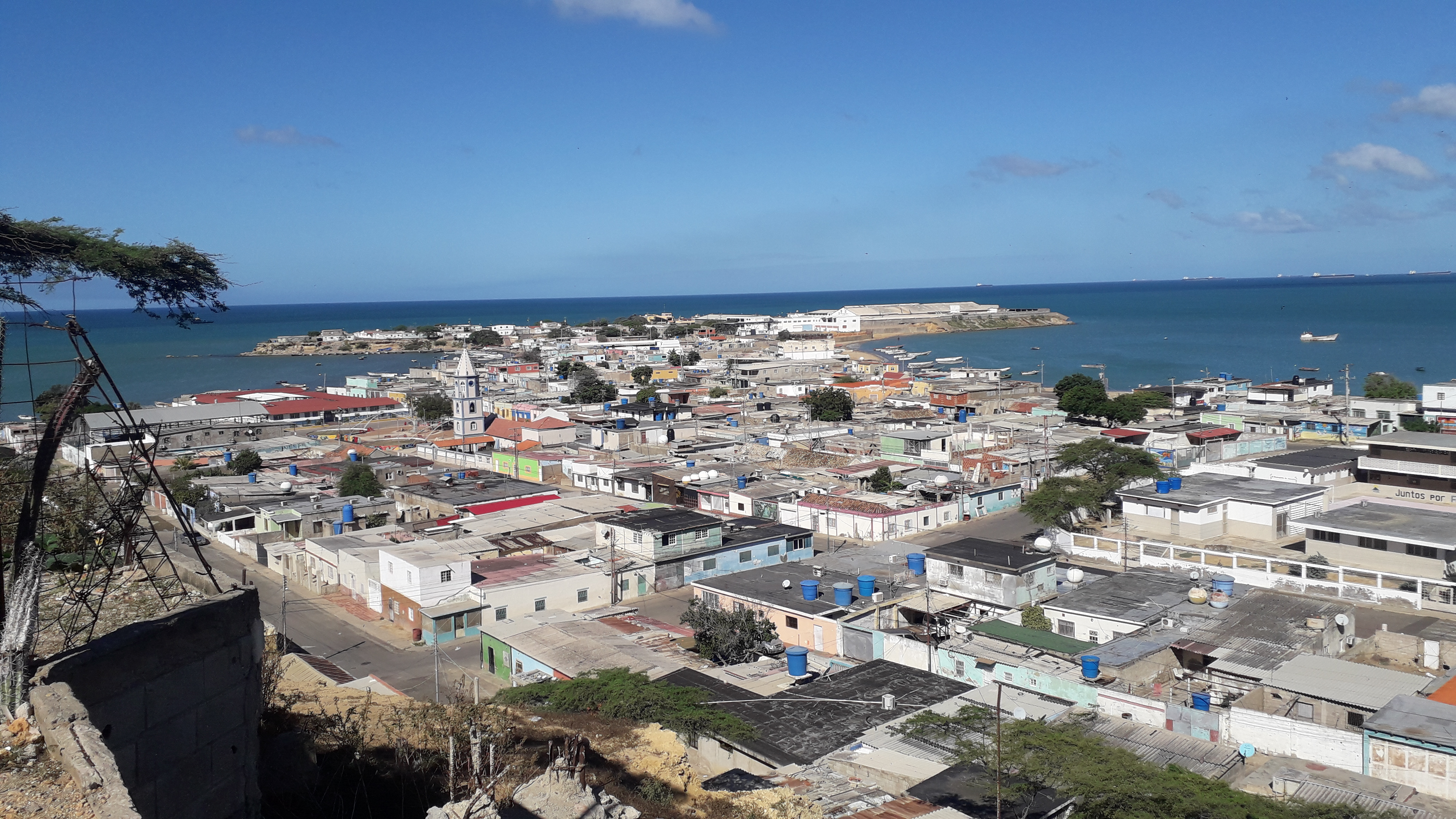
Vista de Carirubana, desde el casco central de Punto Fijo.

Etnográficamente, la población de la ciudad es heterogénea, producto de la convivencia pacífica de las diferentes etnias que han llegado a la ciudad. Por muchos años Punto Fijo ha sido puerto de entrada de una amplia región del occidente de Venezuela por su condición de ciudad caribeña, por lo que en su población existen diversos componentes raciales venidos de otras latitudes, los más dominantes en la población son el blanco y el mestizo, además de minorías de razas negra y asiática. Es notable que en el Municipio Carirubana (al cual pertenece la ciudad) existe una gran presencia de población blanca que contrasta con el mestizidad presente en el resto del estado y ello se debe a la constante inmigración que recibe la ciudad como consecuencia de su auge comercial y económico, lo cual a través de los años a influido notablemente en las características raciales de la población.

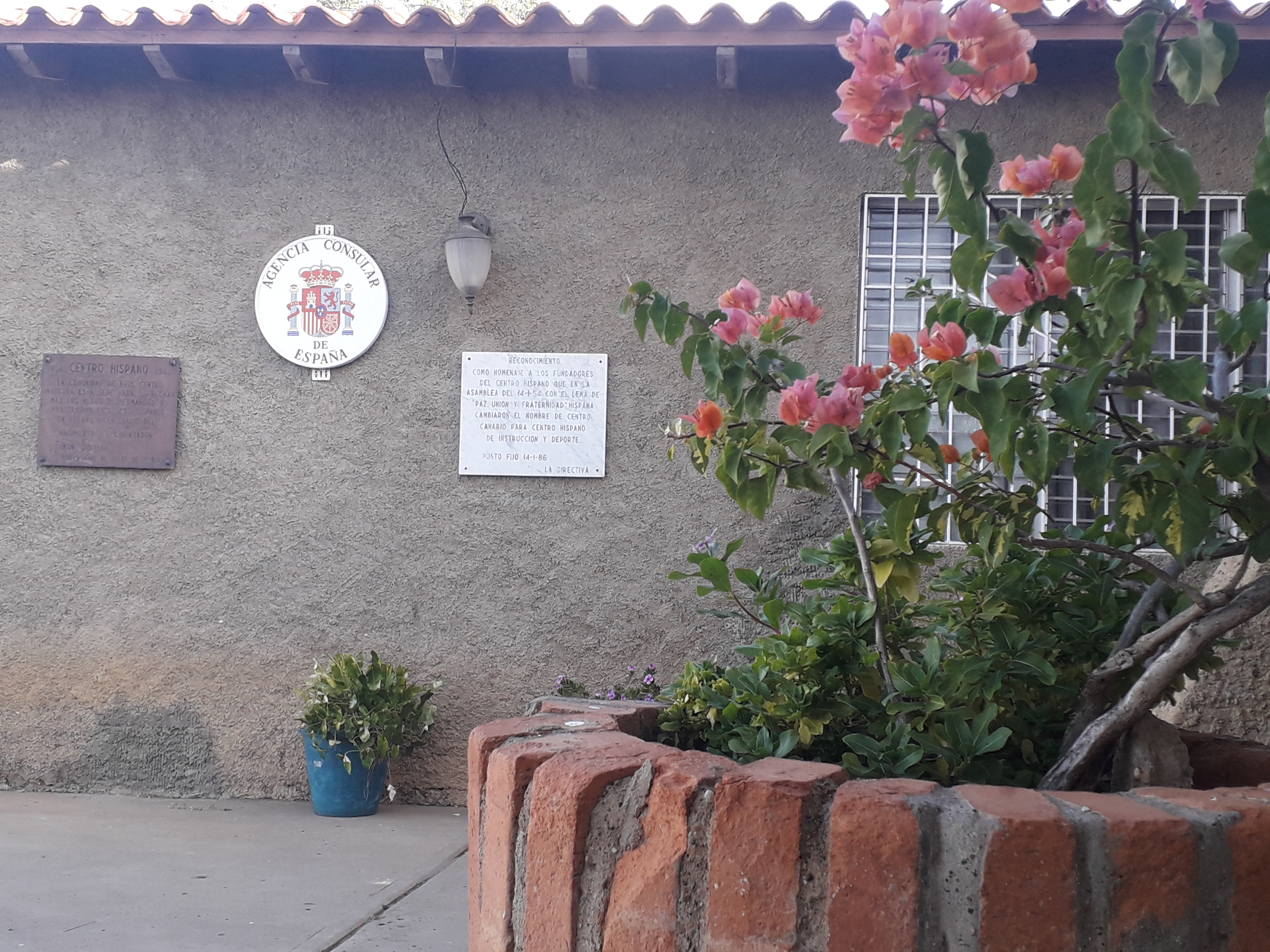
Consulado de España en Punto Fijo.

Igualmente, esta ciudad por su condición de zona libre es una fuente económica y de oportunidades de trabajo que ha traído a numerosas colonias del extranjero a hacer vida en la región; entre las más destacadas están de las comunidades: española, italiana, portuguesa, colombiana y china. Además de algunas comunidades provenientes de países árabes como Líbano, Siria y Palestina.

## Vegetación

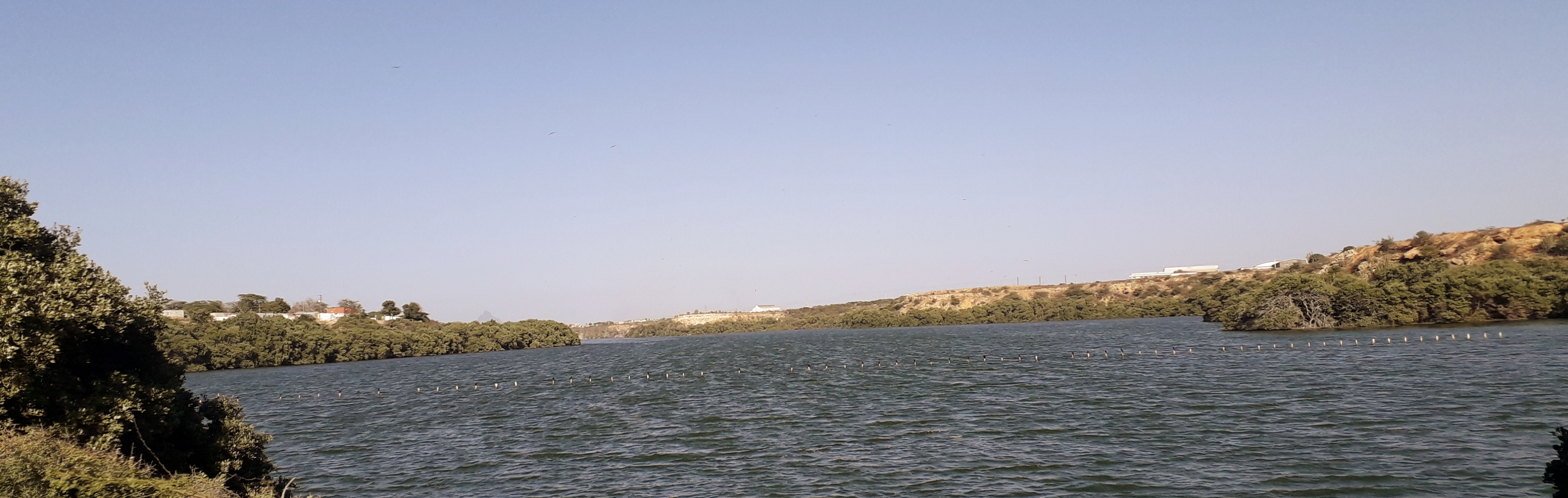
Parque metropolitano Laguna de Guaranao, el pulmón vegetal de la ciudad.

A consecuencia del clima desértico, la vegetación es de monte espinoso tropical en la mayor parte de la superficie, la cual resulta bastante adaptada a la falta de agua y la fuerte radiación solar que recibe, tales como: cujíes, Dividivis, Yabos, Mangles, Ponsigues, Guayacanes, Framboyanes y Níspero Venezolano
. También se destacan cardones como Pachycereus pringlei y Stenocereus griseus, tunas como Opuntia ficus-indica y Opuntia cochenillifera, guasabaras o Wasabra (Cylindropuntia × vivipara), predominan Buches y hierbas alofitas del género Psedum y Portulaca. Esta vegetación de tipo xerófila costera es resistente a la alta salinidad y alcalinidad de las tierras arcillosas, arenosas y de hierro propias de la región.
Han sido introducidos en la ciudad como especies ornamentales en aceras y espacios públicos: el Nim de la india, Trinitarias, Apamates y la Palmera datilera; En la laguna de Guaranao que atraviesa la ciudad desde el puerto de Guaranao hasta un poco más allá del barrio Modelo, a raíz de la contaminación de sus aguas debido a que se vertieron las aguas negras de la ciudad durante la década de 1980, profeliferaron distintas especies de Mangle como Rhizophora mangle y Rhizophora racemosa, gracias a extensas porciones de vegetación alrededor de la laguna, se atrae a abundantes tipos de aves por lo que es considerado el pulmón vegetal de la ciudad.

## Educación superior
Algunas de los más importantes institutos universitarios de la ciudad de Punto Fijo son:
- Universidad Nacional Experimental Francisco de Miranda
- Universidad del Zulia - Núcleo Punto Fijo
- Universidad Nacional Experimental Politécnica de la Fuerza Armada Bolivariana - Extensión Punto Fijo
- Universidad de Falcón
- Universidad Pedagógica Experimental Libertador - Extensión Paraguaná
- Universidad Bolivariana de Venezuela - Sede Paraguaná
- Universidad Nacional Abierta  - Unidad de Apoyo Punto Fijo
- Instituto Universitario de Tecnología Antonio José de Sucre
- Instituto Universitario de Tecnología Rodolfo Loero Arismendi
- Instituto Universitario de Tecnología José Leonardo Chirino

## Deportes

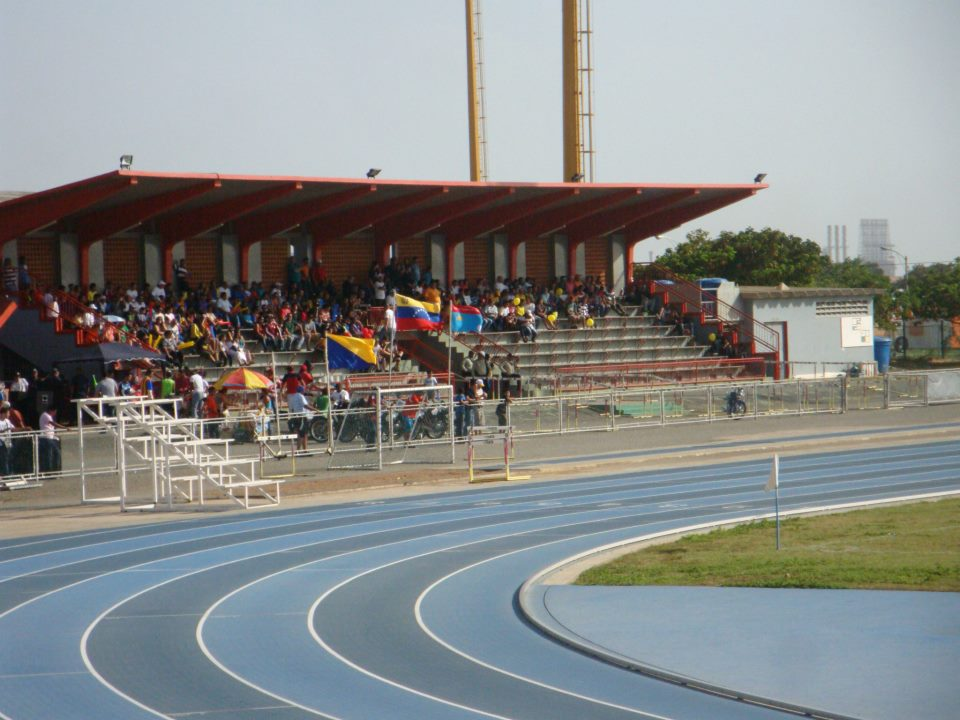
Tribuna principal del Polideportivo Manaure.

Punto Fijo cuenta con un estadio de Béisbol principal, a pesar de que la región no cuenta con un equipo en la Liga Venezolana de Béisbol Profesional, el mismo se utiliza para las Ligas Menores que hacen vida en la zona así como también para otro actos bien sean culturales, artísticos, entre otros. La ciudad es actualmente la sede del Unión Atlético Falcón, único equipo profesional de Fútbol del estado Falcón el cual a pesar de haber sido fundado en Coro fue cambiado de sede debido a la poca atención que recibió del público de la ciudad y a los malos resultados, en el año 2012 el equipo se muda a la ciudad de Punto Fijo. Este cambio se da para la parte final de la temporada 2011/12. Con el cambio de ciudad prácticamente logra una re-fundación del equipo, el Unión Atlético Falcón se institucionaliza y se hace profesional, se crean categorías inferiores y se da un cambio total del equipo en cuanto a resultados.

Cabe destacar que el equipo hace vida en "Polideportivo Manaure" ubicado en la comunidad cardón y cuyas instalaciones pertenecen a la estatal petrolera nacional PDVSA.

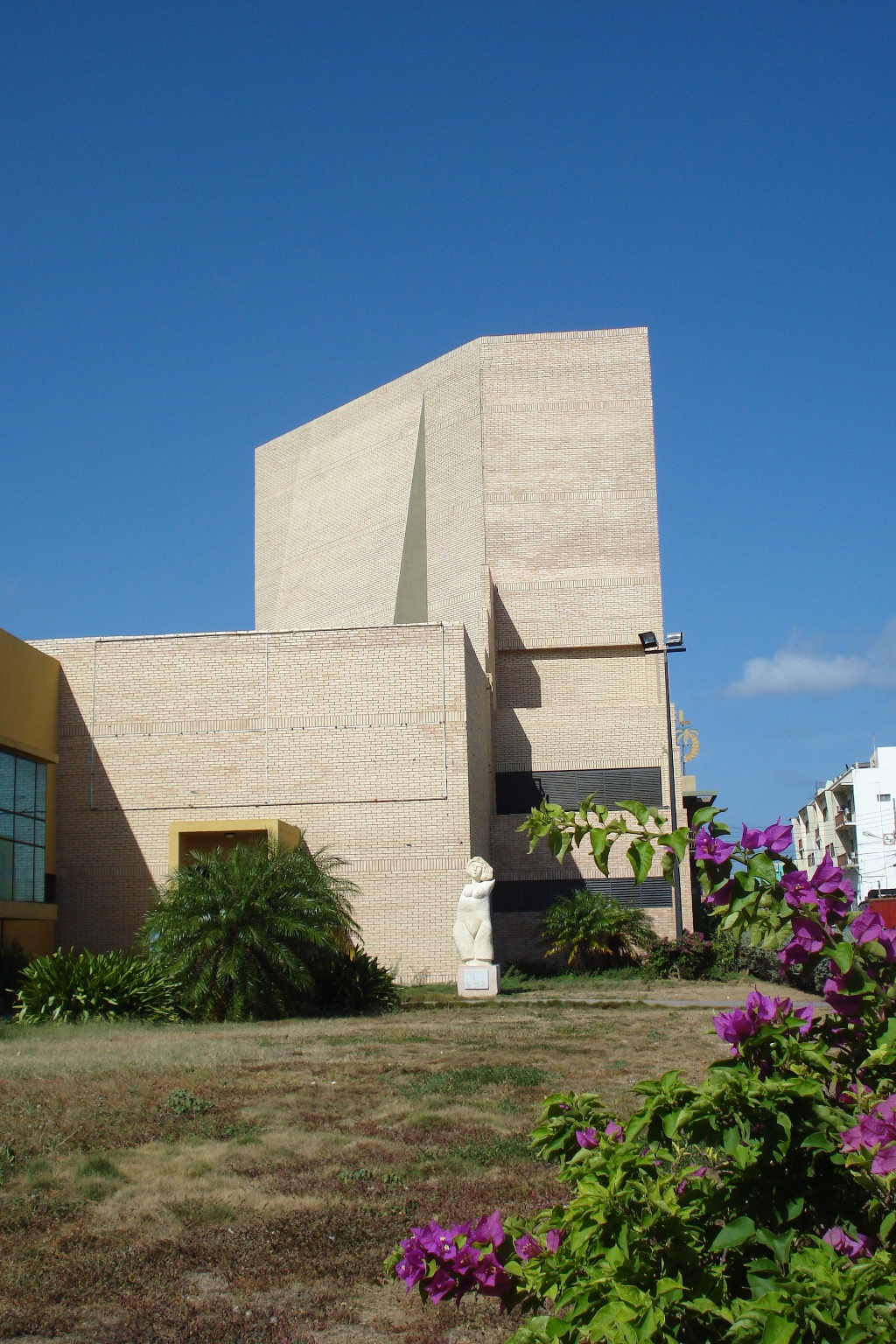
Ateneo "Rubén Ismael Padilla".

Punto Fijo posee un amplio parque famoso en toda la ciudad y el estado por ser el único en su condición, el "Parque Metropolitano de Punto Fijo" el cual se encuentra ubicado adyacente a la urbanización "Jorge Hernández". El mismo fue inaugurado el 17 de diciembre de 2006 y comprende un área de 10 hectáreas, de las cuales 60 % están sembradas de árboles y grama, que hacen de este espacio el pulmón vegetal que tanto ansiaban y necesitaban los habitantes de la ciudad. Este parque es frecuentado todos los días por los habitantes de Punto Fijo: así como también por visitantes que buscan un momento de esparcimiento y compartimiento con la familia. Igualmente es un centro deportivo donde jóvenes y adultos practican sus deportes de preferencia.
El parque Metropolitano posee gimnasios, canchas deportivas de fútbol, baloncesto y béisbol; mini-acuarios, taekwondo, karate, parques infantiles, establecimientos de comida rápida, bibliotecas, concha acústica, y amplias vías para el tránsito bien sea a pie o en bicicleta, patines entre otros. Además de esto, alberga la sede del Grupo Scout Nazaret, el cual lleva 9 de sus 22 años, formando ciudadanos en valores en los espacios de este parque. Es por ello que el "Metropolitano" es uno de los principales centros recreativos y deportivos de Punto Fijo y todo el estado Falcón.

## Medios de comunicación

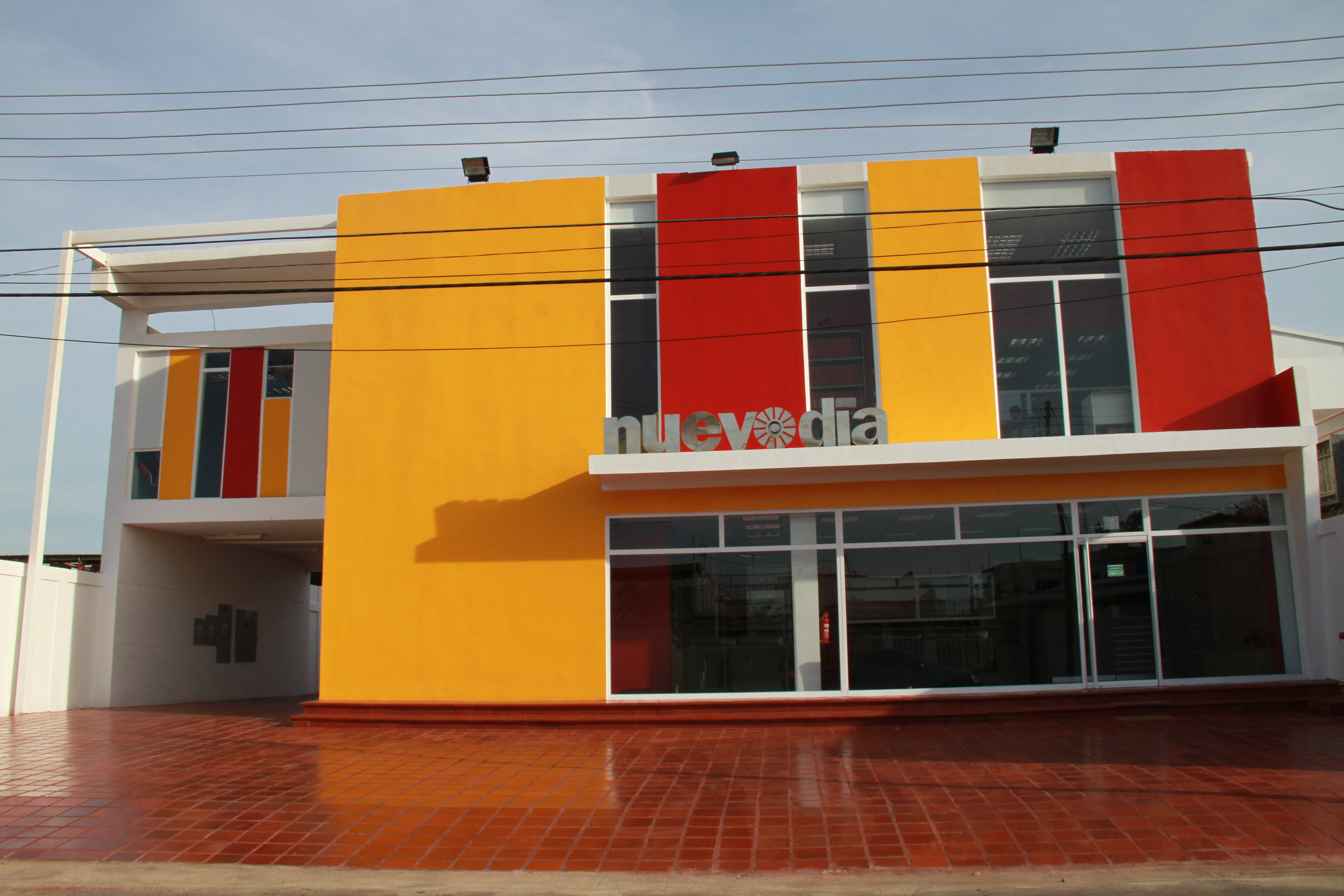
Sede del diario Nuevo Día.

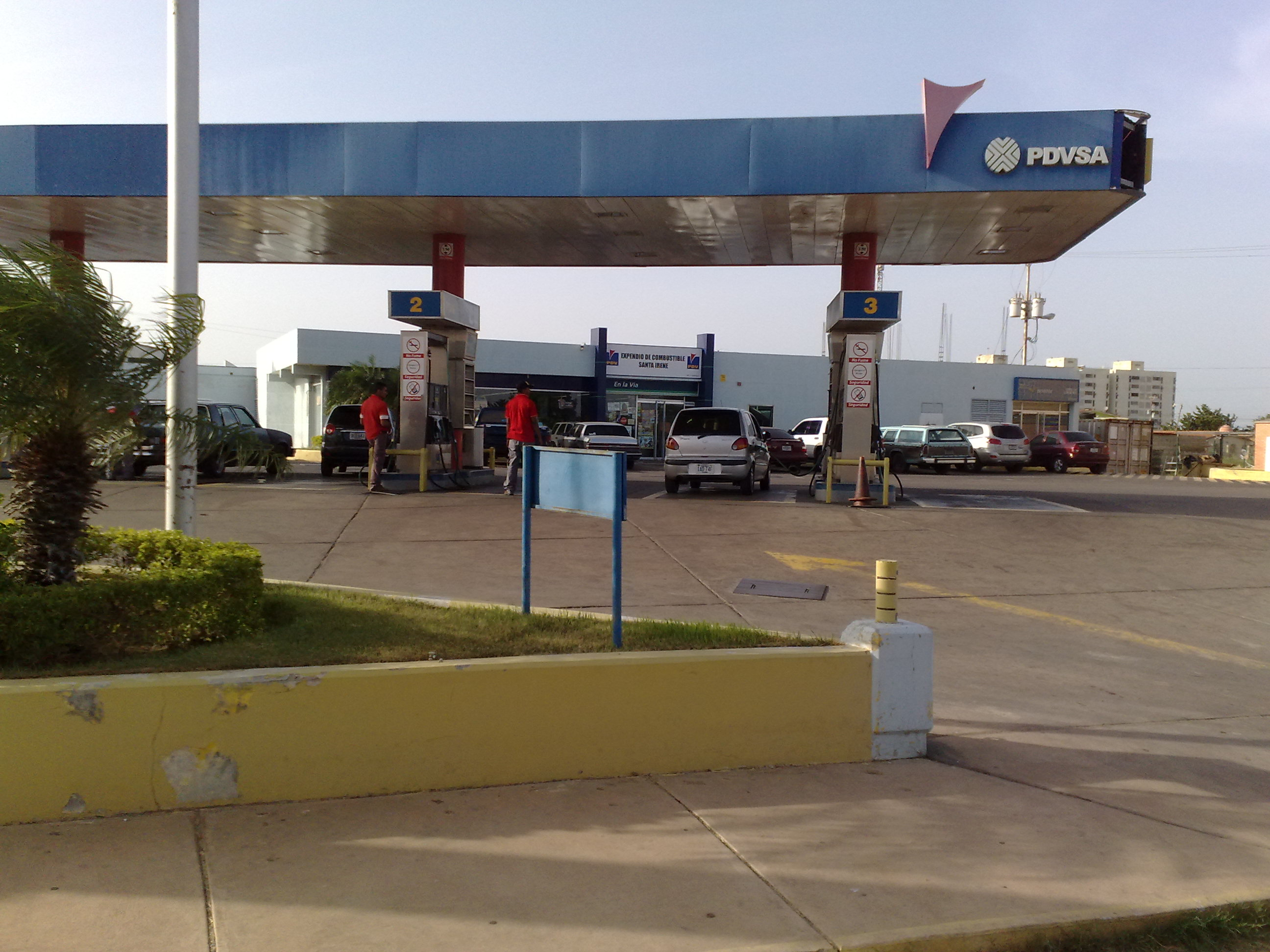
Estación de servicio Santa Irene.

### Impresos
- Diario Nuevo Día
- Diario El Falconiano

### Digitales
- Notifalcón
- La Voz de Falcón
- Cactus24 Noticias
- Noticias Falcón
- Diario La Mañana
- Prensa Punto Fijo

### Audiovisuales
Los medios de comunicación televisivos locales son de reciente incursión en la ciudad, obteniendo los tres canales de televisión de señal abierta existentes sus concesiones durante los últimos años.
- Televisora Falcón-TVF (canal de carácter privado)
- Visión Península (canal de carácter privado)
- Falconía (canal de carácter privado)
- Visión TV (canal de carácter privado de corte cristiano)
- Tele Luz, canal 21, (anteriormente canal 24) de señal abierta
- A1TV  (canal de carácter privado)
- Médano Televisión (canal de carácter privado)

Así mismo en la ciudad penetran las señales de la cadenas de televisión privadas nacionales (Venevisión y Televen) y las oficiales (Venezolana de Televisión y TVes).

### Estaciones radiales
Además de las estaciones de radio, la ciudad también es punto de entrada de los cables de comunicaciones submarinos PanAm —que conecta el lado oeste de Sudamérica y el Caribe— y ARCOS-1.
- Paraguaná 880 AM
- Punto Fijo 940 AM
- Venezuela Caribe 1150 AM
- Romántica 90.3 FM (Circuito FM Center)
- Hit 90.7 FM
- Radio Show 92.7 FM (Circuito Radio Show)
- La FM Mundial 93.7 FM
- Radio La Voz Internacional 94.1 FM (radio adventista)
- Caribeña 97.9 FM
- Mambo 94.9 FM
- A1 Radio 95.7 M (Aliado Circuito Unión Radio)
- Plenitud 96.5 FM
- Rumbera 96.9 FM (Circuito Rumbera Network)
- La Mega 99.5 FM
- Musical 98.1 FM
- Tenis Shop Radio 100.9 FM
- Amanecer 101.9 (anteriormente 101.7) FM
- Caliente 103.1 FM
- Melodía 104.9 FM (Circuito Melodía Stereo)
- 105.3 FM (iglesia evangélica)
- PDVSA 105.7 FM (Circuito Radial PDVSA)
- Kayros 106.3 FM
- Radio Nacional de Venezuela 106.9 FM
- Comunidad 107.5 FM (radio cristiana)
- La Verdad 107.7 FM

## Puerto

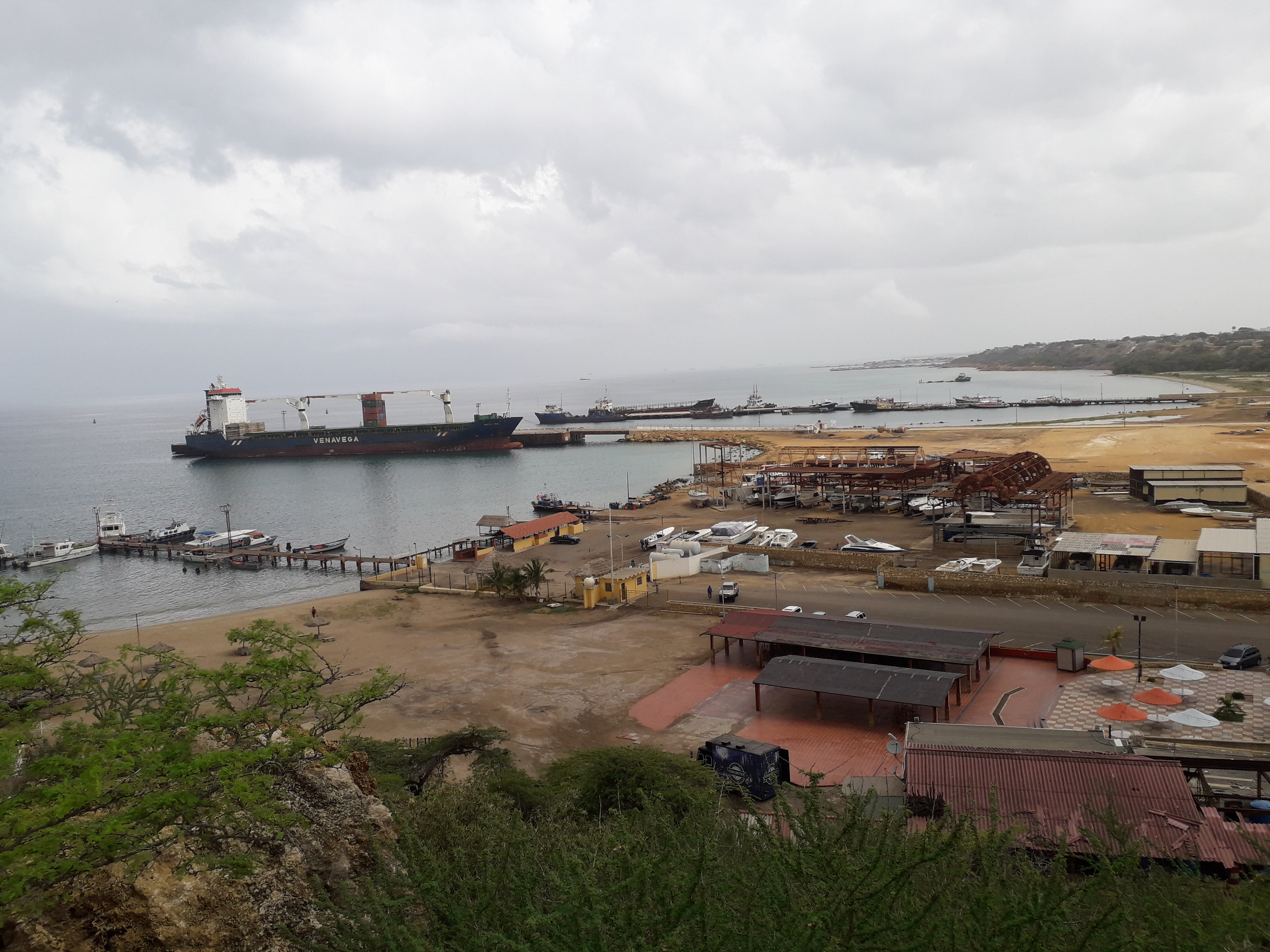
Puerto Internacional de Guaranao.

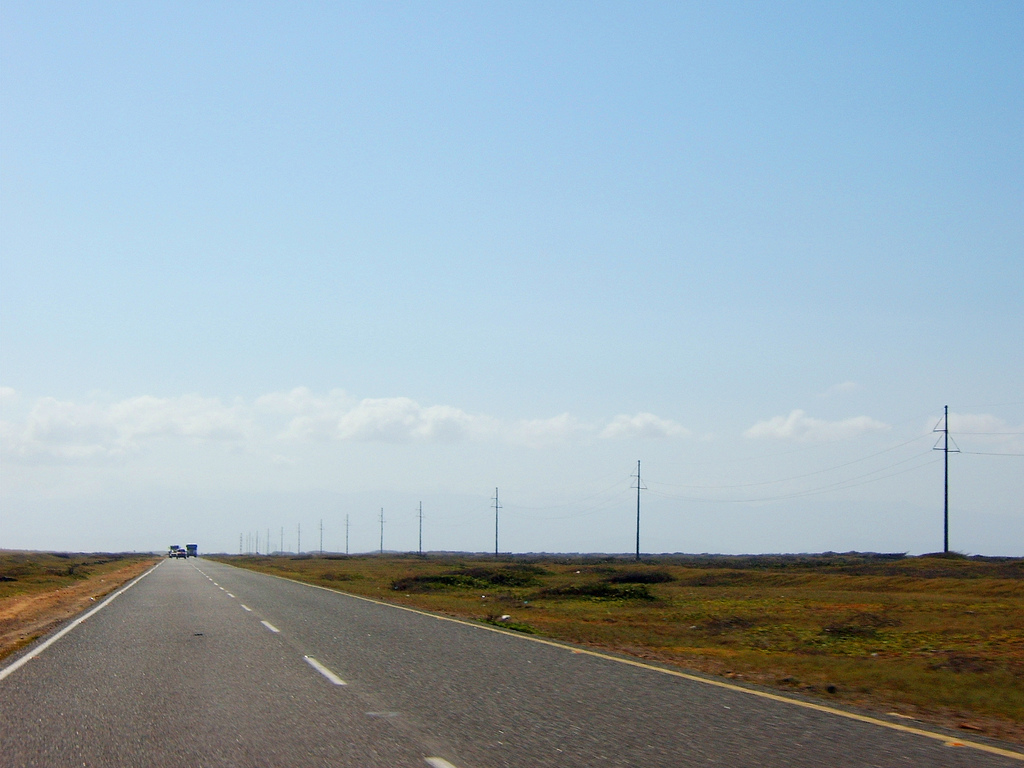
Carretera Coro-Punto Fijo.

El Puerto Internacional de Guaranao (Norte: 1291000 m –Este: 368000 m) *Oeste: Limita con el Mar Caribe y con el Golfo de Venezuela, desembarcan en él diariamente mercancías para la zona franca de Paraguaná así como línea blanca y licores. Aquí está la Base Naval "Mariscal Crisostomo Falcón" de la Armada de Venezuela, donde se encuentra surto el Escuadrón de Patrulleros.
En septiembre de 2016, la empresa privada Naviera Paraguaná en conjunto con el gobierno local, activaron lo que será la ruta marítima que conectaría a la ciudad de Punto Fijo con las Antillas Neerlandesas, y que conectaría inicialmente a la entidad con la isla de Aruba, para posteriormente extenderse el alcance hacia Curazao y Bonaire.

## Aeropuerto
El Aeropuerto Internacional Josefa Camejo, también llamado Aeropuerto de Las Piedras, se encuentra en la vía hacia Los Taques, al noreste de la ciudad de Punto Fijo.

## Terminal de buses

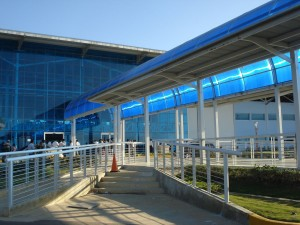
Terminal de Punto Fijo.

El Terminal de Pasajeros Ciudad de Punto Fijo es una moderna estructura de dos plantas, cuya capacidad de movilización supera las 15.000 personas diariamente, además cuenta con 420 puestos de estacionamientos, 38 locales para brindar alimento y souvenirs a los usuarios así como vigilancia permanente. Fue inaugurado el 20 de marzo de 2010, y es considerado uno de los terminales más modernos de toda Venezuela.

## Festividades del municipio Carirubana
- Día de Punto Fijo (27 de febrero)
- Día del Comerciante (2 de enero)

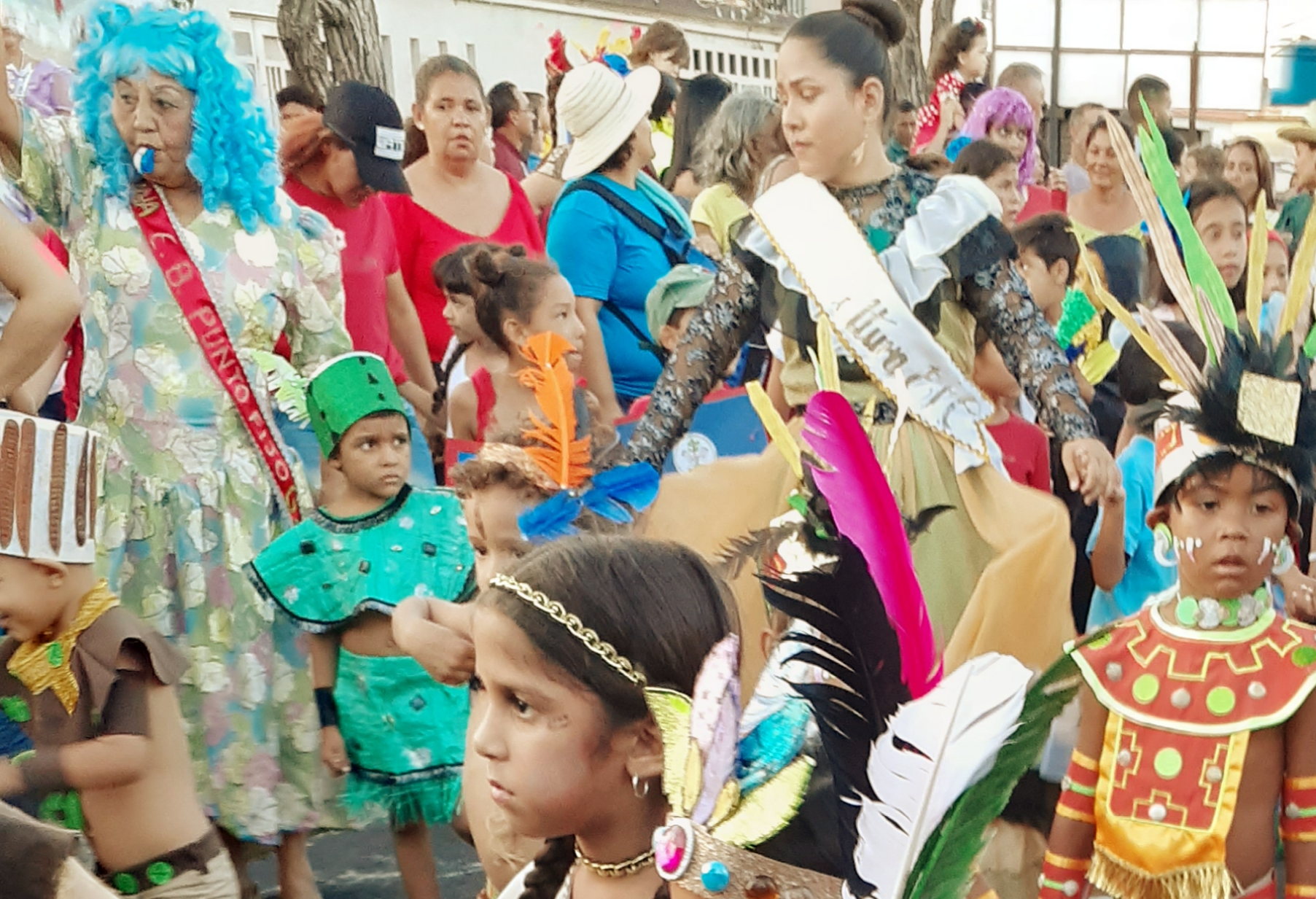
La Celebración de Carnavales en la ciudad, goza de alto valor cultural.

- Día de la Federación (20 de febrero)
- Día del Educador
- Festividades de San José
- Noche de Reyes
- Carnaval
- Día de Punta Cardón

## Ciudades hermanadas
- La Asunción, Venezuela.
- Porlamar, Venezuela.
- Colón, Panamá.
- Puerto La Cruz, Venezuela.
- Cabimas, Venezuela.

## Parroquias
- Parroquia Urbana Norte
- Parroquia Urbana Carirubana
- Parroquia Urbana Punta Cardón
- Parroquia Santa Ana